# Molay (Haute-Saône)
Molay település Franciaországban, Haute-Saône megyében. Lakosainak száma 68 fő (2022. január 1.). Molay La Rochelle, Pressigny, Bourguignon-lès-Morey, Charmes-Saint-Valbert, Cintrey, Malvillers és La Roche-Morey községekkel határos.

## Népesség
A település népességének változása:
| Lakosok száma | 69   | 68   | 67   | 66   | 65   | 65   | 64   | 68   |
|               | 2013 | 2015 | 2017 | 2018 | 2019 | 2020 | 2021 | 2022 |